# Кочарян Інна Сергіївна
Інна Сергіївна Кочарян — науковець, педагог, доктор економічних наук, доцент. Заслужений працівник культури України.

## Життєпис
Народилася 5 серпня 1961 року, в Баку (Азербайджан) — науковець, педагог.
З 2022 року — ректор Київського національного університету театру, кіно і телебачення імені І. К. Карпенка-Карого.
Навчалась в Азербайджанському інженерно-будівельному інституті за спеціальністю «Промислове та цивільне будівництво» і здобула кваліфікацію інженера-будівельника.
1989 року переїхала в Україну до м. Харків. З 1991 року — громадянка України.
З 1998 по 2001 роки навчалась у Харківському державному економічному університеті за спеціальністю «Облік і аудит» та здобула кваліфікацію економіста.
З 2000—2004 роках працювала у Харківському державному інституті мистецтв імені І. П. Котляревського на посаді проректора з економічних питань, потім — проректора із загальних та економічних питань, виконувала обов'язки ректора; одночасно за сумісництвом внутрішнім працювала викладачем на кафедрі історії театру.
У 2002—2005 роках — здобувач при аспірантурі Київського національного університету театру, кіно і телебачення імені І. К. Карпенка-Карого.
З 2004 року — проректор із загально-організаційних та економічних питань Київського державного університету театру, кіно і телебачення імені І. К. Карпенка-Карого. З 2006—2021 року — перший проректор та виконує науково-педагогічну роботу на кафедрі організації театральної справи університету.
У 2006 році присуджено науковий ступінь кандидата економічних наук зі спеціальності «Організація управління, планування і регулювання економікою».
У 2007 році присвоєно вчене звання доцента кафедри організації театральної справи.
2012—2016 роках — докторант Інституту інформаційних технологій в економіці Київського національного економічного університету імені Вадима Гетьмана.
У 2016 році присуджено науковий ступінь доктора економічних наук зі спеціальності «Економіка та управління національним господарством».
З червня 2021 по липень 2022 рр. — виконувачка обов'язків ректора Київського національного університету театру, кіно і телебачення імені І. К. Карпенка-Карого.
18 липня 2022 року Наказом Міністерства культури та інформаційної політики України призначена ректором КНУТКіТ імені І. К. Карпенка-Карого.
Автор і співавтор близько 60 наукових праць, у тому числі понад 10 монографій та підручників, виданих в Україні, Німеччині, Польщі, Швейцарії, США, Японії, Вірменії та інших країнах.
Нагороди:
- 2002 рік — почесна грамота Харківської міської ради.
-  2011 рік — почесна грамота МКУ і ЦК профспілки працівників України.
-  2011 рік — подяка від Управління освіти Деснянської районної державної адміністрації в місті Києві.
-  2015 рік — подяка від Департаменту освіти і науки, молоді та спорту виконавчого органу Київської міської ради (Київської міської державної адміністрації).
Цього ж року Указом Президента України присвоєно почесне звання «Заслужений працівник культури України».
- 2022—2024 рр. — подяка Департаменту освіти і науки КМДА.;
- 2023 р. — подяка БО «Благодійний фонд Є-Єднання ЮА».